# SN 2010K
SN 2010K – supernowa typu II odkryta 8 stycznia 2010 roku w galaktyce A120246+0224. W momencie odkrycia miała maksymalną jasność 16,40m.